# Frezarka asfaltu

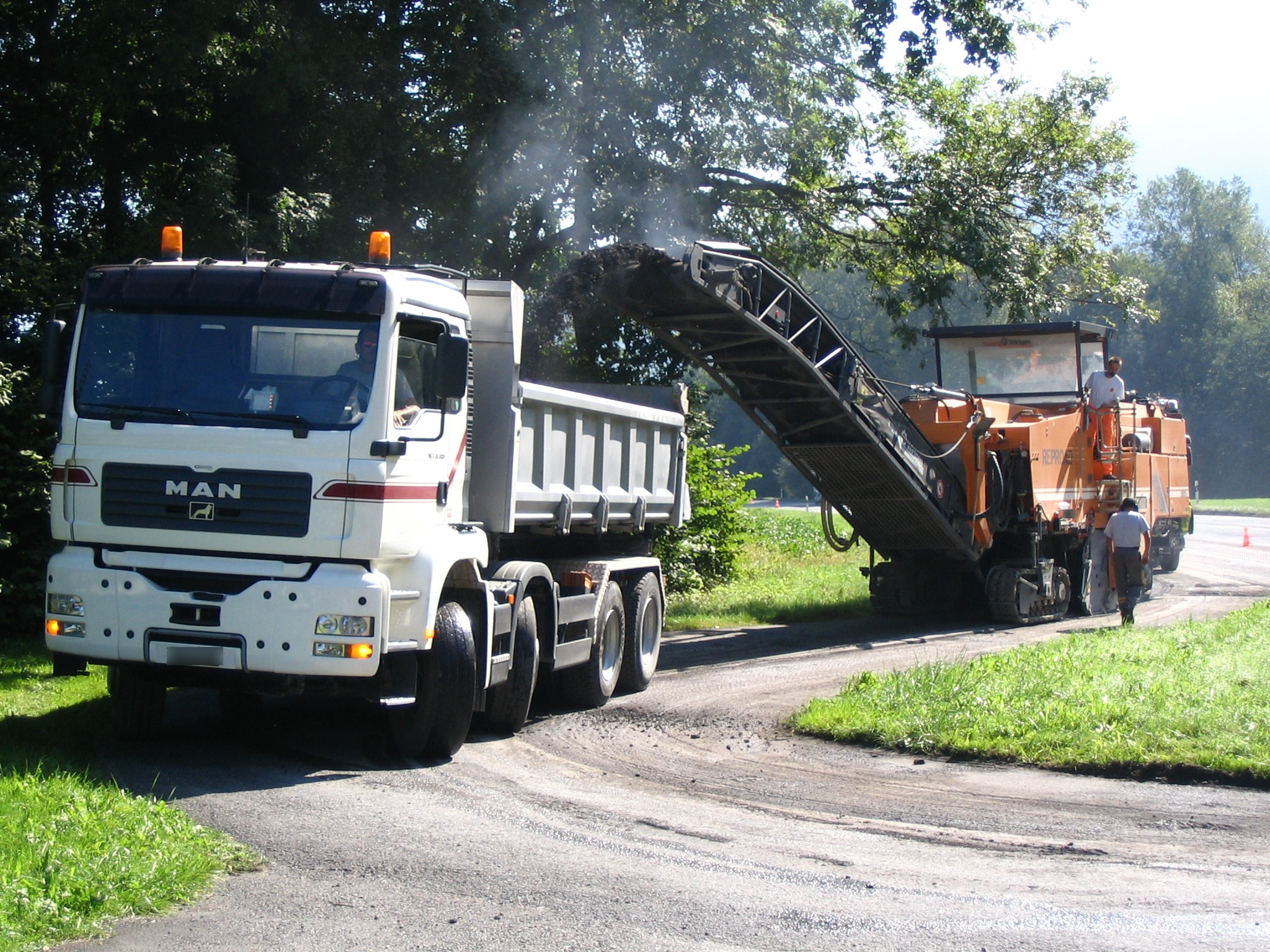
Frezowanie asfaltu

Frezarka do asfaltu – samojezdna maszyna budowlana przeznaczona do usuwania z nawierzchni z mas bitumicznych warstw o określonej grubości.
Elementem roboczym maszyny jest wprawiany w ruch obrotowy bęben, z kilkoma rzędami spiralnie rozmieszczonych frezów, zagłębiany w nawierzchnię w czasie ruchu roboczego frezarki. Powoduje to wyrywanie z nawierzchni kruszywa wraz z kawałkami lepiszcza i tworzy urobek w postaci granulatu. Niektóre frezarki podają urobek na towarzyszący jej w pracy samochód, inne zostawiają go na podłożu co powoduje konieczność jego osobnego załadunku.
Frezarki mogą być kołowe bądź gąsienicowe.
Maszyna służy do wyrównywania remontowanej nawierzchni drogowej, a zwłaszcza do usuwania kolein, najczęściej przed zabudową w jezdni nowej warstwy wierzchniej. Niekiedy wyrównaną nawierzchnię oddaje się do eksploatacji, na jakiś czas, bez dodatkowych zabiegów.
Urobek powstały w trakcie pracy maszyny jest cennym materiałem odzyskiwanym w procesie recyklingu i ponownie wykorzystywanym do budowy dróg. Wprowadzenie tych maszyn do eksploatacji było znacznym postępem w drogownictwie, przyczyniając się do obniżki kosztów remontów przez wykorzystanie odzyskanych materiałów, skrócenie czasu remontu, oraz zachowanie pierwotnego profilu drogi (wcześniejsze technologie remontów polegały na wbudowywaniu kolejnych warstw nawierzchni, co pociągało za sobą zwiększenie ich grubości, a to konieczność podnoszenia krawężników, kratek ściekowych, klap włazów do kanałów i innych elementów infrastruktury dróg, a zwłaszcza ulic w miastach).